# ستیمو ویتونه
ستیمو ویتونه (به ایتالیایی: Settimo Vittone) یک کومونه در ایتالیا است که در استان تورین واقع شده‌است.

## خصوصیات
ستیمو ویتونه ۲۳٫۲ کیلومترمربع مساحت و ۱٬۵۷۶ نفر جمعیت دارد و ۲۸۰ متر بالاتر از سطح دریا واقع شده‌است.